# Вайганг, Карл-Хайнц
Карл-Хайнц Вайганг (нем. Karl-Heinz Weigang; 24 августа 1935, Германия — 12 июня 2017, Германия) — немецкий футбольный тренер.

## Биография
Тренировал разные сборные на африканском и азиатском континенте. В 1979 году Вайганг неожиданно для многих вывел сборную Малайзии на Олимпийские игры. Однако руководство страны не отправило своих спортсменов в Москву, и малайзийцы пропустили турнир.
Затем специалист долгое время трудился в Камеруне, возглавлял сборные Габона и Вьетнама. В 2016 году Вайганг возобновил свою тренерскую карьеру и во второй раз был назначен на пост главного тренера малайзийского клуба «Перак». На тот момент ему было 80 лет. Таким образом, он стал самым пожилым футбольным наставником. С февраля 2017 года он вернулся в Германию, где ему была произведена операция на глазах. С этого момента и до окончания контракта он фактически не управлял командой.
12 июля 2017 года тренер скончался от сердечного приступа.